# 薩菲阿巴德
薩菲阿巴德是伊朗的城市，位於該國西南部札格羅斯山脈西部，由胡齊斯坦省負責管轄，距離首府阿瓦士約120公里，處於首都德黑蘭西南420公里，海拔高度787米，2006年人口8,054。